# Ristella rurkii
Ristella rurkii är en ödleart som beskrevs av Gray 1839. Ristella rurkii ingår i släktet Ristella och familjen skinkar. IUCN kategoriserar arten globalt som sårbar. Inga underarter finns listade i Catalogue of Life.
Arten förekommer i kulliga områden i delstaten Kerala i södra Indien.